# Nachtschwalben
Die Nachtschwalben (Caprimulgidae) sind eine Vogelfamilie mit etwa 100 Arten in 20 Gattungen. Sie ist, mit Ausnahme der Polarregionen, weltweit verbreitet. Der Ziegenmelker (Caprimulgus europaeus) und der Rothals-Ziegenmelker (C. ruficollis) sind die einzigen in Europa brütenden Vertreter der Familie. Der nordamerikanische Nachtfalke (Chordeiles minor) wird als seltener Irrgast in Westeuropa und auf den Azoren festgestellt.
Nachtschwalben sind mit mehreren anderen, in Aussehen und Lebensweise ähnlichen Familien, wie etwa den Fettschwalmen (Steatornithidae) und den Eulenschwalmen (Podargidae), sowie mit den Seglern (Apodidae) und Kolibris (Trochilidae) verwandt.

## Merkmale
Nachtschwalben haben ein weiches, überwiegend bräunliches, gut tarnendes Gefieder. Beide Geschlechter sehen ähnlich aus. Bei einigen Arten ist das Gefieder der Männchen kontrastreicher oder Schwanz oder Handschwingen sind länger. Der Rumpf ist zylindrisch und weniger gestreckt als der der Segler. Kopf und Augen sind relativ groß; der Schnabel ist kurz aber breit. Beine und Krallen sind kurz.

## Lebensweise
Fast alle Vertreter der Nachtschwalben sind dämmerungs- und nachtaktive Fluginsektenjäger.

## Gefährdung
Über Bestand und Bedrohungsstatus der verschiedenen Arten, vor allem der tropischen, ist wenig bekannt. Es wird jedoch angenommen, dass die Jamaikanachtschwalbe (Siphonorhis americanus), von der seit über hundert Jahren Nachweise fehlen, bereits ausgestorben ist. Die Puerto-Rico-Nachtschwalbe (Antrostomus noctitherus), die als ausgestorben galt, wurde in einer kleinen Population in den 80er Jahren wiederentdeckt und gilt als stark gefährdet. Unklar ist auch der Bestand der Vaurie-Nachtschwalbe (Caprimulgus centralasicus), der Prigogine-Nachtschwalbe (Caprimulgus prigoginei) sowie der Nechisarnachtschwalbe (Caprimulgus solala).

## Systematik
Die Familie Caprimulgidae wurde 1825 durch den irischen Zoologen Nicholas Aylward Vigors eingeführt. Die Familie wurde der Ordnung der Schwalmartigen (Caprimulgiformes) zugeordnet, die sich jedoch als paraphyletisch herausstellten, da einige Familien der Schwalmartigen näher mit den Seglervögeln (Apodiformes) verwandt sind als mit den übrigen Schwalmartigen. Um wieder zu monophyletischen Taxa zu kommen und da sich die Familien schon im Paläozän vor 65 bis 60 Millionen Jahren voneinander getrennt haben, wurden sie in fünf eigenständige Ordnungen gestellt, und die Caprimulgidae verblieben als einzige Familie in der Ordnung Caprimulgiformes.
Alle Ordnungen der ehemaligen Schwalmartigen und die Seglervögel werden in ein Strisores genanntes rangloses Taxon gestellt, das schon 1847 durch den deutschen Ornithologen Jean Louis Cabanis eingeführt wurde.
Das folgende Kladogramm zeigt die Verwandtschaftsverhältnisse zwischen den Nachtschwalben, den übrigen ehemals zu den Schwalmartigen gezählten Vogelgruppen und den Seglervögeln.
|  | Fettschwalme (Steatornithiformes) |
|  |                                   |
|  | Tagschläfer (Nyctibiiformes)      |
|  |                                   |

|  | Eulenschwalme (Podargiformes)                                                                  |
|  |                                                                                                |
|  | \| \| Höhlenschwalme (Aegotheliformes) \| \| \| \| \| \| Seglervögel (Apodiformes) \| \| \| \| |
|  |                                                                                                |
|  | Höhlenschwalme (Aegotheliformes)                                                               |
|  |                                                                                                |
|  | Seglervögel (Apodiformes)                                                                      |
|  |                                                                                                |

|  | Höhlenschwalme (Aegotheliformes) |
|  |                                  |
|  | Seglervögel (Apodiformes)        |
|  |                                  |

|  | Fettschwalme (Steatornithiformes) |
|  |                                   |
|  | Tagschläfer (Nyctibiiformes)      |
|  |                                   |

|  | Eulenschwalme (Podargiformes)                                                                  |
|  |                                                                                                |
|  | \| \| Höhlenschwalme (Aegotheliformes) \| \| \| \| \| \| Seglervögel (Apodiformes) \| \| \| \| |
|  |                                                                                                |
|  | Höhlenschwalme (Aegotheliformes)                                                               |
|  |                                                                                                |
|  | Seglervögel (Apodiformes)                                                                      |
|  |                                                                                                |

|  | Höhlenschwalme (Aegotheliformes) |
|  |                                  |
|  | Seglervögel (Apodiformes)        |
|  |                                  |

|  | Fettschwalme (Steatornithiformes) |
|  |                                   |
|  | Tagschläfer (Nyctibiiformes)      |
|  |                                   |

|  | Eulenschwalme (Podargiformes)                                                                  |
|  |                                                                                                |
|  | \| \| Höhlenschwalme (Aegotheliformes) \| \| \| \| \| \| Seglervögel (Apodiformes) \| \| \| \| |
|  |                                                                                                |
|  | Höhlenschwalme (Aegotheliformes)                                                               |
|  |                                                                                                |
|  | Seglervögel (Apodiformes)                                                                      |
|  |                                                                                                |

|  | Höhlenschwalme (Aegotheliformes) |
|  |                                  |
|  | Seglervögel (Apodiformes)        |
|  |                                  |

|  | Fettschwalme (Steatornithiformes) |
|  |                                   |
|  | Tagschläfer (Nyctibiiformes)      |
|  |                                   |

|  | Eulenschwalme (Podargiformes)                                                                  |
|  |                                                                                                |
|  | \| \| Höhlenschwalme (Aegotheliformes) \| \| \| \| \| \| Seglervögel (Apodiformes) \| \| \| \| |
|  |                                                                                                |
|  | Höhlenschwalme (Aegotheliformes)                                                               |
|  |                                                                                                |
|  | Seglervögel (Apodiformes)                                                                      |
|  |                                                                                                |

|  | Höhlenschwalme (Aegotheliformes) |
|  |                                  |
|  | Seglervögel (Apodiformes)        |
|  |                                  |

Nach molekulargenetischen Untersuchungen, die im Jahre 2010 veröffentlicht wurden, wurde die Unterteilung in die beiden ursprünglichen Unterfamilien Caprimulginae und Chordeileinae (Falkennachtschwalben) aufgegeben. Es ergaben sich vier neue Gruppierungen. Die Gattung Caprimulgus stellte sich als polyphyletisch heraus. Daher wurden die altweltlichen Arten von Caprimulgus von denen in der Neuen Welt getrennt. Letztere wurden in der neu errichteten Gattung Antrostomus zusammengefasst. Einige Arten der Gattung Caprimulgus wurden zu anderen Gattungen gestellt. Winkler und Kollegen unterteilen die Nachtschwalben wieder in Unterfamilien, die Eurostopodinae für die basale Klade und die Caprimulginae für die übrigen Gattungen.

## Gattungen und Arten

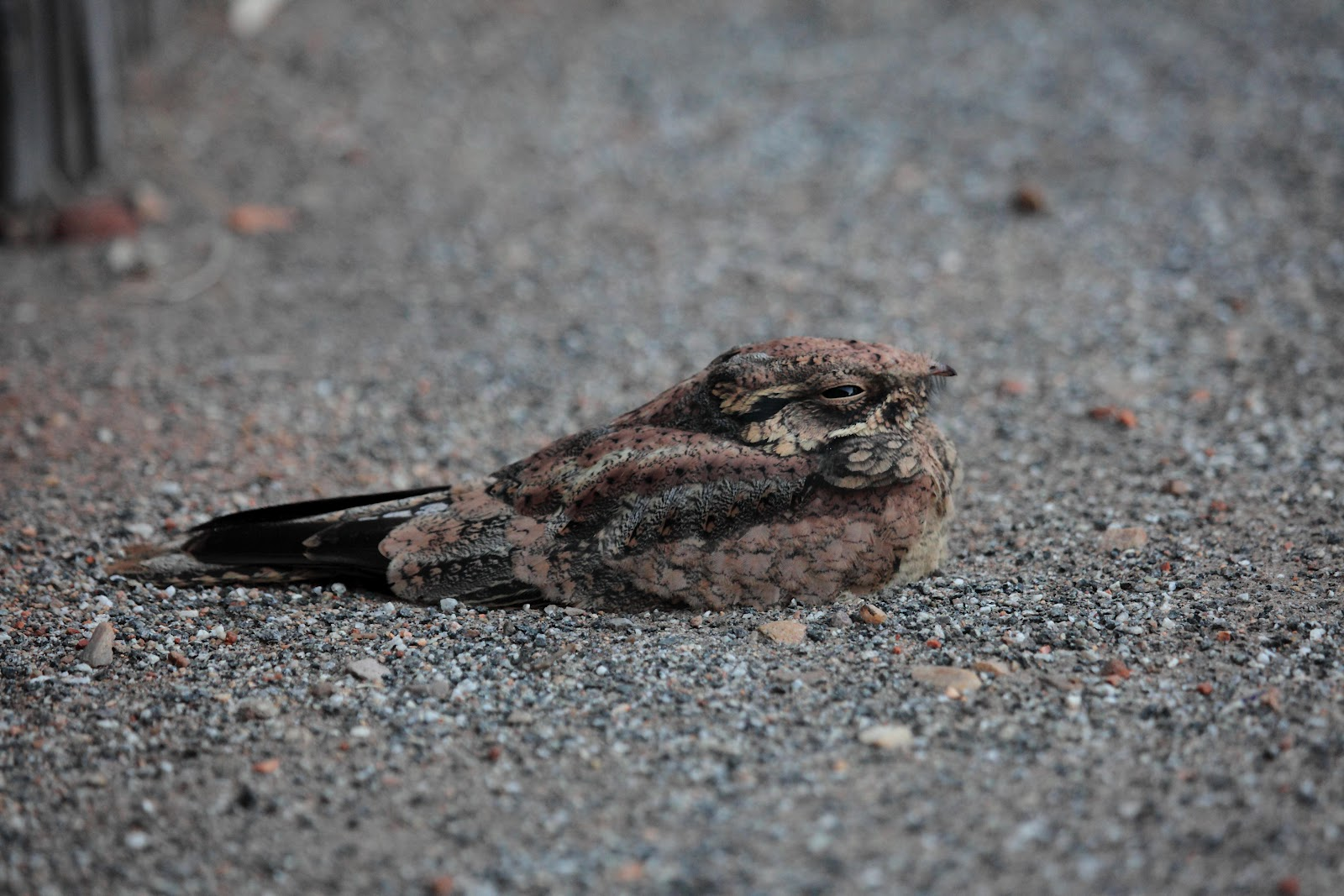
Argus-Nachtschwalbe (Eurostopodus argus)

### Basale Klade (Unterfamilie Eurostopodinae)
Die Arten der Gattung Eurostopus sind die basale Schwestergruppe einer von allen anderen Nachtschwalbengattungen gebildeten Klade. Sie wurden früher oft als eine eigene Familie Eurostopodidae angesehen.
- Eurostopodus – 7 Arten
  - Argus-Nachtschwalbe (Eurostopodus argus)
  - Bartnachtschwalbe (Eurostopodus mystacalis)
  - Salomonen-Nachtschwalbe (Eurostopodus nigripennis)
  - Neukaledonien-Nachtschwalbe (Eurostopodus exul)
  - Teufelsnachtschwalbe (Eurostopodus diabolicus)
  - Archbold-Nachtschwalbe (Eurostopodus archboldi)
  - Papua-Nachtschwalbe (Eurostopodus papuensis)

### Unterfamilie Caprimulginae

#### Altweltliche Klade
- Caprimulgus – 39 Arten. Die rund 60 Arten, die bis 2010 zu dieser Gattung gezählt wurden, stellten sich als polyphyletische Gruppierung heraus. Sie wurden auf verschiedene Gattungen aufgeteilt, namentlich wurde die Gattung Antrostomus für die früher zu Caprimulgus gezählten neuweltlichen Arten errichtet.
  - Rothals-Ziegenmelker (Caprimulgus ruficollis)
  - Dschungelnachtschwalbe (Caprimulgus indicus)
  - Vaurie-Nachtschwalbe (Caprimulgus centralasicus)
  - Ziegenmelker (Caprimulgus europaeus)
  - Graunachtschwalbe (Caprimulgus jotaka)
  - Palaunachtschwalbe (Caprimulgus phalaena)
  - Zügelnachtschwalbe (Caprimulgus fraenatus)
  - Rostwangen-Nachtschwalbe (Caprimulgus rufigena)
  - Pharaonen-Ziegenmelker (Caprimulgus aegyptius)
  - Pakistannachtschwalbe oder Sind-Nachtschwalbe (Caprimulgus mahrattensis)
  - Nubischer Ziegenmelker (Caprimulgus nubicus)
  - Prachtnachtschwalbe (Caprimulgus eximius)
  - Maharadschanachtschwalbe (Caprimulgus atripennis)
  - Langschwanz-Nachtschwalbe (Caprimulgus macrurus)
  - Mees-Nachtschwalbe (Caprimulgus meesi)
  - Andamanen-Nachtschwalbe (Caprimulgus andamanicus)
  - Philippinen-Nachtschwalbe (Caprimulgus manilensis)
  - Sulawesi-Nachtschwalbe (Caprimulgus celebensis)
  - Salvadori-Nachtschwalbe (Caprimulgus concretus)
  - Sunda-Nachtschwalbe (Caprimulgus pulchellus)
  - Timornachtschwalbe (Caprimulgus ritae)
  - Dornbusch-Nachtschwalbe (Caprimulgus donaldsoni)
  - Pfeifnachtschwalbe (Caprimulgus pectoralis)
  - Höhennachtschwalbe (Caprimulgus poliocephalus)
  - Indiennachtschwalbe (Caprimulgus asiaticus)
  - Madagaskar-Nachtschwalbe (Caprimulgus madagascariensis)
  - Natal-Nachtschwalbe (Caprimulgus natalensis)
  - Nechisarnachtschwalbe (Caprimulgus solala)
  - Marmornachtschwalbe (Caprimulgus inornatus)
  - Sternnachtschwalbe (Caprimulgus stellatus)
  - Savannennachtschwalbe (Caprimulgus affinis)
  - Fleckennachtschwalbe (Caprimulgus tristigma)
  - Prigogine-Nachtschwalbe (Caprimulgus prigoginei)
  - Waldnachtschwalbe (Caprimulgus batesi)
  - Schleppennachtschwalbe (Caprimulgus climacurus)
  - Kurzschleppen-Nachtschwalbe (Caprimulgus clarus)
  - Gartennachtschwalbe (Caprimulgus fossii)
  - Fahnennachtschwalbe oder Flaggenflügel (Caprimulgus longipennis) früher in Macrodipteryx (Zentralafrika)
  - Flaggennachtschwalbe oder Ruderflügel (Caprimulgus vexillarius) früher in Macrodipteryx (Zentralafrika)

- Gactornis Han, Robbins & Braun, 2010 – eine Art
  - Halsband-Nachtschwalbe (Gactornis enarratus, Synonym: Caprimulgus enarratus)

- Lyncornis Gould 1838 – wiedererrichtet für 2 Arten, ehemals in Eurostopodus
  - Riesennachtschwalbe (Lyncornis macrotis, Synonym: Eurostopodus macrotis)
  - Temminck-Nachtschwalbe (Lyncornis temminckii, Synonym: Eurostopodus temminckii)

- Veles – eine Art
  - Bootschwanz-Nachtschwalbe oder Braunnachtschwalbe  (Veles binotatus, Synonym: Caprimulgus binotatus)

#### 1. neuweltliche Klade
Hauptsächlich in Nord- und Mittelamerika sowie in der Karibik beheimatet, umfasst diese Klade die neuweltlichen Arten von Caprimulgus, die nun in der wiedererrichteten Gattung Antrostomus geführt werden. Dazu kommen die Gattungen Siphonornis, Nyctiphrynus und die monotypische Gattung Phalaenoptis, letztere steht am Übergang zwischen den Gattungen Antrostomus und Nyctiphrynus.
- Antrostomus – 12 Arten
  - Mexiko- oder Arizona-Nachtschwalbe (Antrostomus arizonae, früher Unterart von A. vociferus)
  - Guatemala-Nachtschwalbe (Antrostomus badius)
  - Carolinanachtschwalbe (Antrostomus carolinensis)
  - Kubanachtschwalbe (Antrostomus cubanensis)
  - Hispaniolanachtschwalbe (Antrostomus ekmani)
  - Braunhalsnachtschwalbe (Antrostomus ridgwayi)
  - Rostnachtschwalbe (Antrostomus rufus)
  - Salvinnachtschwalbe (Antrostomus salvini)
  - Bergnachtschwalbe (Antrostomus saturatus)
  - Puerto-Rico-Nachtschwalbe (Antrostomus noctitherus)
  - Seidennachtschwalbe (Antrostomus sericocaudatus)
  - Schwarzkehl-Nachtschwalbe (Antrostomus vociferus)

- Nyctiphrynus – 4 Arten
  - Chocónachtschwalbe (Nyctiphrynus rosenbergi)
  - Ohrennachtschwalbe (Nyctiphrynus mcleodii)
  - Yukatan-Nachtschwalbe (Nyctiphrynus yucatanicus)
  - Augennachtschwalbe (Nyctiphrynus ocellatus)

- Phalaenoptilus – eine Art
  - Winternachtschwalbe (Phalaenoptilus nuttallii)

- Siphonorhis – 3 Arten
  - Jamaikanachtschwalbe (Siphonorhis americanus)
  - Haitinachtschwalbe (Siphonorhis brewsteri)
  - Siphonorhis daiquiri

#### 2. neuweltliche Klade
Chordeiles war früher die nominotypische Gattung der Unterfamilie Nachtfalken (Chordeileinae). Die ehemalige Gattung Podager mit der einzigen Art Podager nacunda wurde in diese Gattung integriert.
- Chordeiles Swainson, 1831 – 6 Arten
  - Falkennachtschwalbe oder Nachtfalke (Chordeiles minor)
  - Antillennachtschwalbe (Chordeiles gundlachii)
  - Texasnachtschwalbe (Chordeiles acutipennis)
  - Flussnachtschwalbe (Chordeiles rupestris)
  - Gnomennachtschwalbe (Chordeiles pusillus)
  - Weißbauch-Nachtschwalbe (Chordeiles nacunda) früher in der monotypischen Gattung Podager

#### 3. neuweltliche Klade
Diese Klade umfasst 10 Gattungen, die nach einem Vorschlag von Han et al.
alle zu einer Gattung zusammengelegt werden könnten.
- Eleothreptus – 2 Arten
  - Sichelschwingen-Nachtschwalbe oder Schwarzweiße Nachtschwalbe (Eleothreptus anomalus, Synonym: Hydropsalis anomala,  Amblypterus anomalus)
  - Weißflügel-Nachtschwalbe oder Pelzelnnachtschwalbe (Eleothreptus candicans, Synonyme: Hydropsalis candicans, Caprimulgus candicans, Stenopsis candicans)

- Hydropsalis – 4 Arten
  - Weißschwanz-Nachtschwalbe (Hydropsalis cayennensis, Synonym: Caprimulgus cayennensis)
  - Staffelschwanz-Nachtschwalbe (Hydropsalis climacocerca)
  - Fleckschwanz-Nachtschwalbe (Hydropsalis maculicaudus, Synonym: Caprimulgus maculicaudus)
  - Scherenschwanz-Nachtschwalbe, auch Scheren-Nachtschwalbe (Hydropsalis torquata, synonymisiert mit Hydropsalis brasiliana)

- Lurocalis – 2 Arten
  - Andennachtschwalbe oder Rostbauch-Nachtschwalbe (Lurocalis rufiventris)
  - Bändernachtschwalbe (Lurocalis semitorquatus)

- Macropsalis – nur eine Art
  - Hakenschwanz-Nachtschwalbe (Macropsalis forcipata, synonymisiert mit Macropsalis creagra)

- Nyctidromus – 2 Arten
  - Pauraque oder Pauraque-Nachtschwalbe (Nyctidromus albicollis)
  - Ecuadornachtschwalbe (Nyctidromus anthonyi Synonyme: Caprimulgus anthonyi, Setopagis anthonyi)

- Nyctipolus – 2 Arten
  - Trauernachtschwalbe (Nyctipolus nigrescens)
  - Spix-Nachtschwalbe (Nyctipolus hirundinaceus)

- Nyctiprogne – 2 Arten
  - Bindenschwanz-Nachtschwalbe (Nyctiprogne leucopyga)
  - Caatinganachtschwalbe (Nyctiprogne vielliardi)

- Setopagis – 4 Arten
  - Guajiranachtschwalbe (Setopagis heterura)
  - Zwergnachtschwalbe (Setopagis parvula)
  - Tepuinachtschwalbe (Setopagis whitelyi)
  - Cayenne-Nachtschwalbe (Setopagis maculosa, Synonym Caprimulgus maculosus)

- Systellura – 3 Arten
  - Tepui-Spiegelnachtschwalbe (Systellura roraimae)
  - Schmalspiegel-Nachtschwalbe (Systellura decussata)
  - Breitspiegel-Nachtschwalbe (Systellura longirostris)

- Uropsalis – 2 Arten
  - Schwalbenschwanz-Nachtschwalbe (Uropsalis segmentata)
  - Leierschwanz-Nachtschwalbe (Uropsalis lyra)